# Erik Granath
Erik Gustaf Valfrid Granath, född 12 oktober 1910 i Göteborg, död 17 mars 1971 i Göteborg, var en svensk fotbollsspelare.
Granath representerade Örgryte IS i Allsvenskan mellan 1928 och 1939 och spelade sammanlagt 163 allsvenska matcher (3 mål) för klubben. Han spelade tre landskamper (inga mål) mellan 1930 och 1932.